# Las Palmas de Gran Canaria
Las Palmas de Gran Canaria (abgekürzt Las Palmas) ist mit 380.436 Einwohnern (Stand: 2024) die größte Stadt der Kanarischen Inseln, neuntgrößte Stadt Spaniens, Hauptstadt der spanischen Provinz Las Palmas und neben Santa Cruz de Tenerife eine der beiden Hauptstädte der Kanaren, die im Atlantischen Ozean westlich vor dem marokkanischen Festland Afrikas liegen. Die Stadt wird durch einen der größten Häfen Spaniens geprägt. Die Nachbargemeinden sind Santa Brígida und Telde im Süden sowie Arucas und Teror im Westen.
1478 nach der Landung der spanischen Armada auf Gran Canaria als Festung gegründet, konnte Kolumbus auf seiner Fahrt nach Amerika 1492 hier bereits Halt machen, um Reparaturen an seinen Schiffen durchzuführen. Im Laufe des 16. Jahrhunderts wurde Las Palmas nach und nach mit einer Stadtmauer und Fortifikationen gesichert, wie dem Torreon de San Pedro Martyr in San Cristobal (1577). Dennoch versuchten wiederholt Angreifer die strategisch günstig gelegene Stadt einzunehmen, etwa der Freibeuter und britische Vizeadmiral Francis Drake in Begleitung des Sklavenhändlers John Hawkins (1595) oder die holländische Flotte unter Pieter von der Does (1599), die die Stadt plünderte und niederbrannte. Bis ins siebzehnte Jahrhundert galt Las Palmas als De-facto-Hauptstadt der Kanarischen Inseln. Ende des 19. Jahrhunderts begann sich der Tourismus zu entwickeln, 1890 eröffnete mit dem Hotel Santa Catalina ein erstes elegantes Refugium für Besucher der Insel.

## Klima
In Las Palmas de Gran Canaria ist es häufig stark bewölkt. Dieses klimatische Phänomen, das von den Einheimischen als „Panza del burro“ (Eselsbauch) bezeichnet wird, führte zu einer Verlagerung des Tourismus von der Hauptstadt in den Süden der Insel, wo er sich lange Zeit weitgehend auf die Küstengebiete zwischen Maspalomas und Mogán konzentrierte. Erst im 21. Jahrhundert wurde zusehends auch Las Palmas mit seiner Altstadt und seinem Stadtstrand Las Canteras als Tourismusziel wiederentdeckt. Eine Studie der Universität von Syracuse (USA) hat Las Palmas de Gran Canaria als die Stadt mit dem besten Klima der Welt bezeichnet.
|                       | Jan  | Feb  | Mär  | Apr  | Mai  | Jun  | Jul  | Aug  | Sep  | Okt  | Nov  | Dez  |   |      |
| Mittl. Tagesmax. (°C) | 20,8 | 21,2 | 22,3 | 22,6 | 23,6 | 25,3 | 26,9 | 27,5 | 27,2 | 26,2 | 24,2 | 22,2 | ⌀ | 24,2 |
| Mittl. Tagesmin. (°C) | 15,0 | 15,0 | 15,7 | 16,2 | 17,3 | 19,2 | 20,8 | 21,6 | 21,4 | 20,1 | 18,1 | 16,2 | ⌀ | 18,1 |
|                       |      |      |      |      |      |      |      |      |      |      |      |      |   |      |
| Niederschlag (mm)     | 18   | 24   | 14   | 7    | 2    | 0    | 0    | 0    | 10   | 13   | 18   | 27   | Σ | 133  |
|                       |      |      |      |      |      |      |      |      |      |      |      |      |   |      |
| Regentage (d)         | 5    | 4    | 4    | 3    | 1    | 0    | 0    | 0    | 2    | 3    | 5    | 6    | Σ | 33   |

| 15,0 |

| 15,0 |

| 15,7 |

| 16,2 |

| 17,3 |

| 19,2 |

| 20,8 |

| 21,6 |

| 21,4 |

| 20,1 |

| 18,1 |

| 16,2 |

| 15,0 |

| 15,0 |

| 15,7 |

| 16,2 |

| 17,3 |

| 19,2 |

| 20,8 |

| 21,6 |

| 21,4 |

| 20,1 |

| 18,1 |

| 16,2 |

## Sehenswürdigkeiten

### Museen und Theater
- In der Casa de Colón (benannt nach Cristóbal Colón, spanisch für ‚Christoph Kolumbus‘) einem prachtvollen Kolonialbau, ist das Kolumbusmuseum untergebracht. Es befindet sich in der Altstadt hinter der Kathedrale Santa Ana. Das Museum behandelt die Geschichte der Kanarischen Inseln und ihre Beziehungen zu Amerika. Es verfügt über 13 dauerhafte Ausstellungsräume, eine Bücherei und Studienräume sowie diverse Räume für kurzzeitige Aktivitäten. Der Komplex besteht aus einigen Häusern, von denen eines von Christoph Kolumbus während seiner ersten Reise nach Amerika im Jahre 1492 errichtet wurde. Das Museum ist nach fünf Themenbereichen organisiert: Amerika vor seiner Entdeckung, Kolumbus und seine Reisen, die Kanaren als strategische Basis zur Erkundung der neuen Welt, die Geschichte und Entwicklung der Stadt Las Palmas und Gemälde vom 16. bis zu Beginn des 20. Jahrhunderts.
- Das „Museo Canario“ liegt im historischen Stadtteil Vegueta. Gegründet im Jahr 1879 ist es ein internationaler Partner des Council for Scientific Research (CSIC). Es besitzt eine wertvolle Sammlung von archäologischen Fundstücken der kanarischen Inseln. Außerdem ist das Museum mit einer Bücherei mit über 60.000 Exemplaren ausgestattet.
- Das Museum „Casa Museo Pérez Galdós“ befindet sich im Viertel Triana. Es ist das Geburtshaus des Schriftstellers Benito Pérez Galdós. Es beinhaltet eine große Sammlung von Dokumenten, Möbeln sowie persönlichen Habseligkeiten des Schriftstellers.
- Das „Museo Néstor“ widmet sich den Werken des kanarischen Malers Néstor Martín-Fernández de la Torre. Das Museum besitzt 10 Ausstellungsräume sowie ein Dokumentationszentrum mit pädagogischen Elementen.
- Das „Museo Elder“ am Parque Santa Catalina ist ein interaktives wissenschaftliches und technologisches Museum. Auf über 4500 m² sind den Besuchern Ausstellungsräume, Workshops, interaktive Module, großformatige Filme sowie Treibhausgärten zugänglich.
- Das renommierte Zentrum für Moderne Kunst – Centro Atlántico de Arte Moderno – spielt für das kulturelle und künstlerische Leben auf den kanarischen Inseln eine wichtige Rolle und ist für die Verbreitung der auf den Inseln angefertigten Kunstwerke verantwortlich. Es besitzt Dauer- und temporäre Ausstellungen, die von historischer Avantgarde bis zu modernen Themen reichen. Es befindet sich in der Calle Los Balcones de Vegueta und erhält seine Originalfassade aus dem 18. Jahrhundert.

Im Südwesten des Stadtteils Triana steht das Teatro Pérez Galdós, das größte Theater der Stadt.
Im Norden der Stadt, im Hafenviertel, das im Süden der Halbinsel La Isleta liegt, befindet sich umgeben von Rosenbeeten die Festungsanlage „Castillo de la Luz“ aus dem 16. Jahrhundert. Das Gebäude steht unter Denkmalschutz, wurde 1990 restauriert und beherbergt heute ein Schifffahrtsmuseum sowie Kultur- und Ausstellungsräume der Stadt. Am 28. Januar 2014 wurde das Kastell als Meeresmuseum und Ausstellungsort für Kunst nach 13-jähriger Sanierung wiedereröffnet. Die Sanierung steht im Zusammenhang mit einer großangelegten Umgestaltung der Stadt.

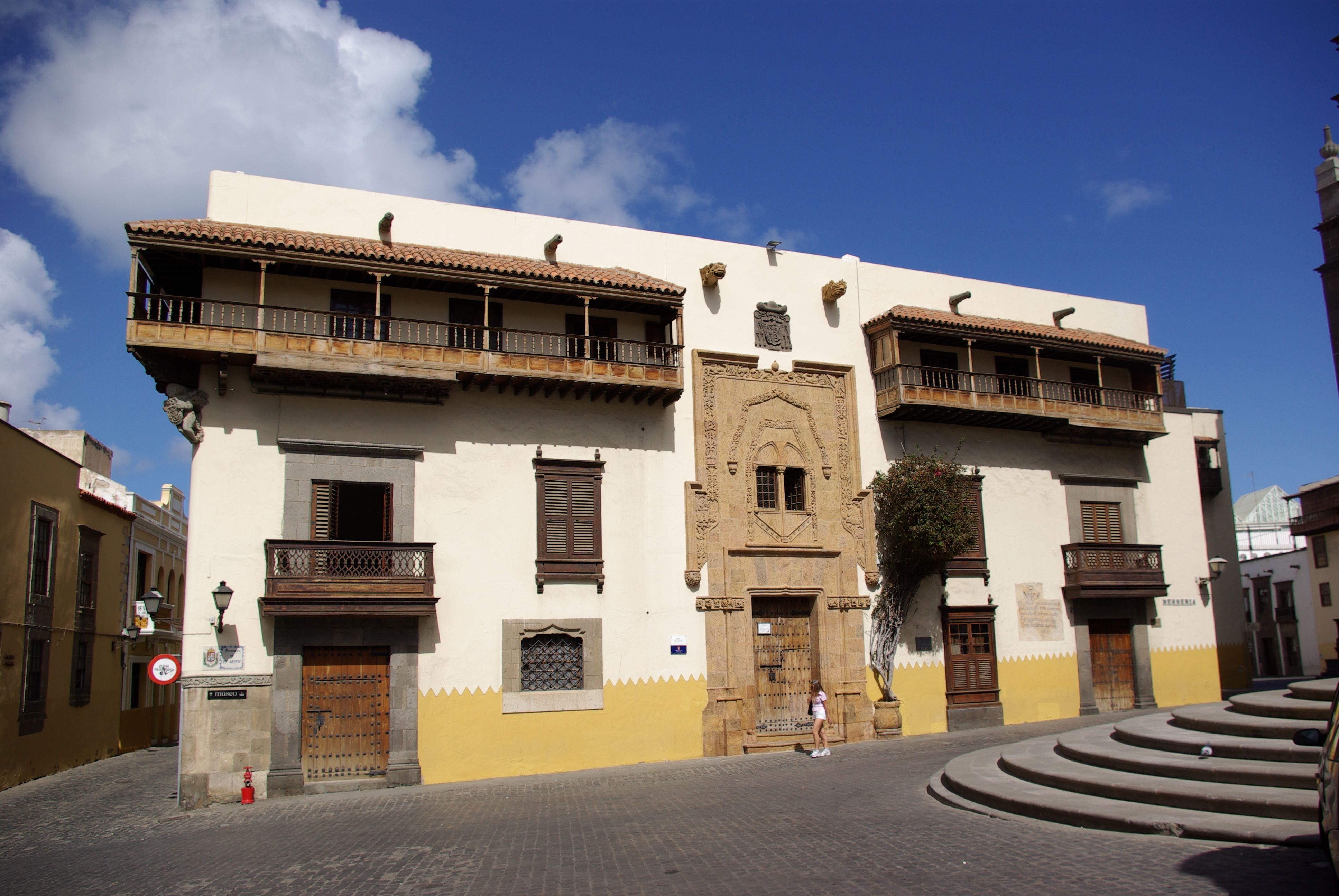
Casa de Colón, Kolumbus-Museum
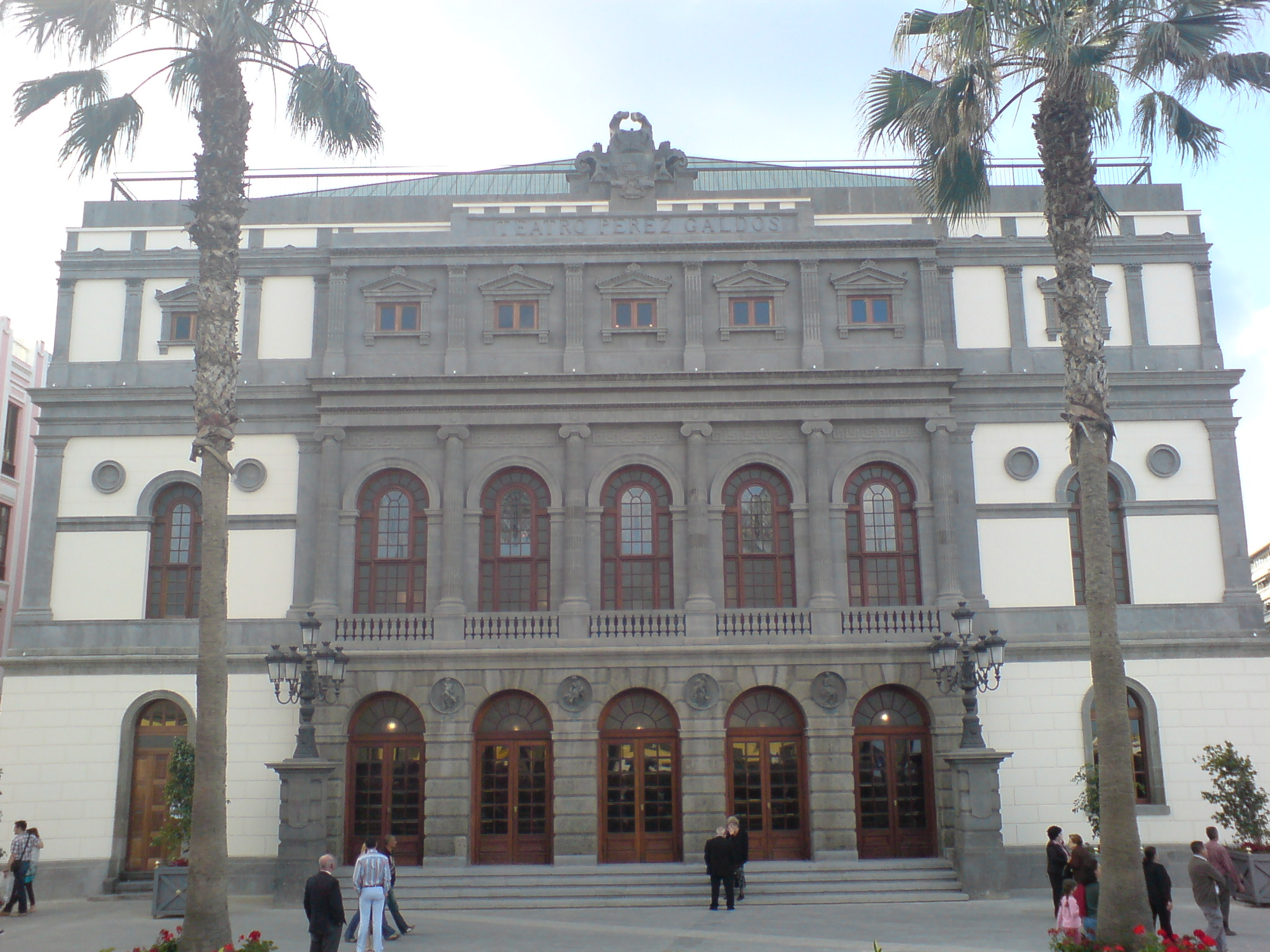
Teatro Pérez Galdós, Theater
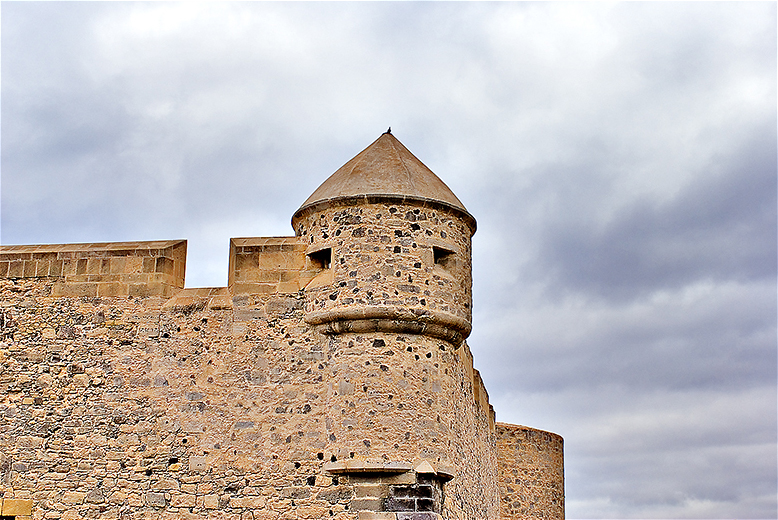
Castillo de la Luz, Museen

### Altstadt („Vegueta“)
Die Altstadt von Las Palmas wurde 2007 auf die nationale Vorschlagsliste (Tentativliste) zur Aufnahme als UNESCO-Welterbe gesetzt.
- Am Hauptplatz, der Plaza Santa Ana, steht die fünfschiffige Kathedrale Santa Ana des Bistums der Kanarischen Inseln aus dem Jahre 1497.
- Auf der gegenüberliegenden Seite liegt das alte Rathaus, ein klassizistischer Bau aus dem Jahr 1853.
- Die Plaza Espíritu Santu an der Südseite des Rathauses erhielt ihren Namen nach der dort befindlichen Kapelle. Den Platz umgeben Bauten verschiedener Stilrichtungen, wie Renaissance, Klassizismus und Mudéjarstil.

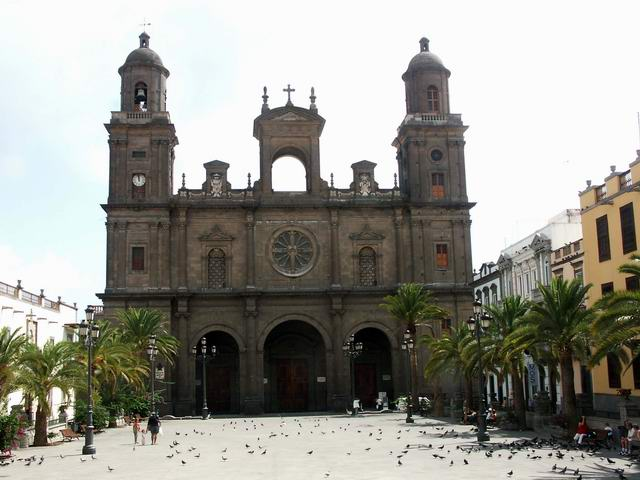
Kathedrale Santa Ana
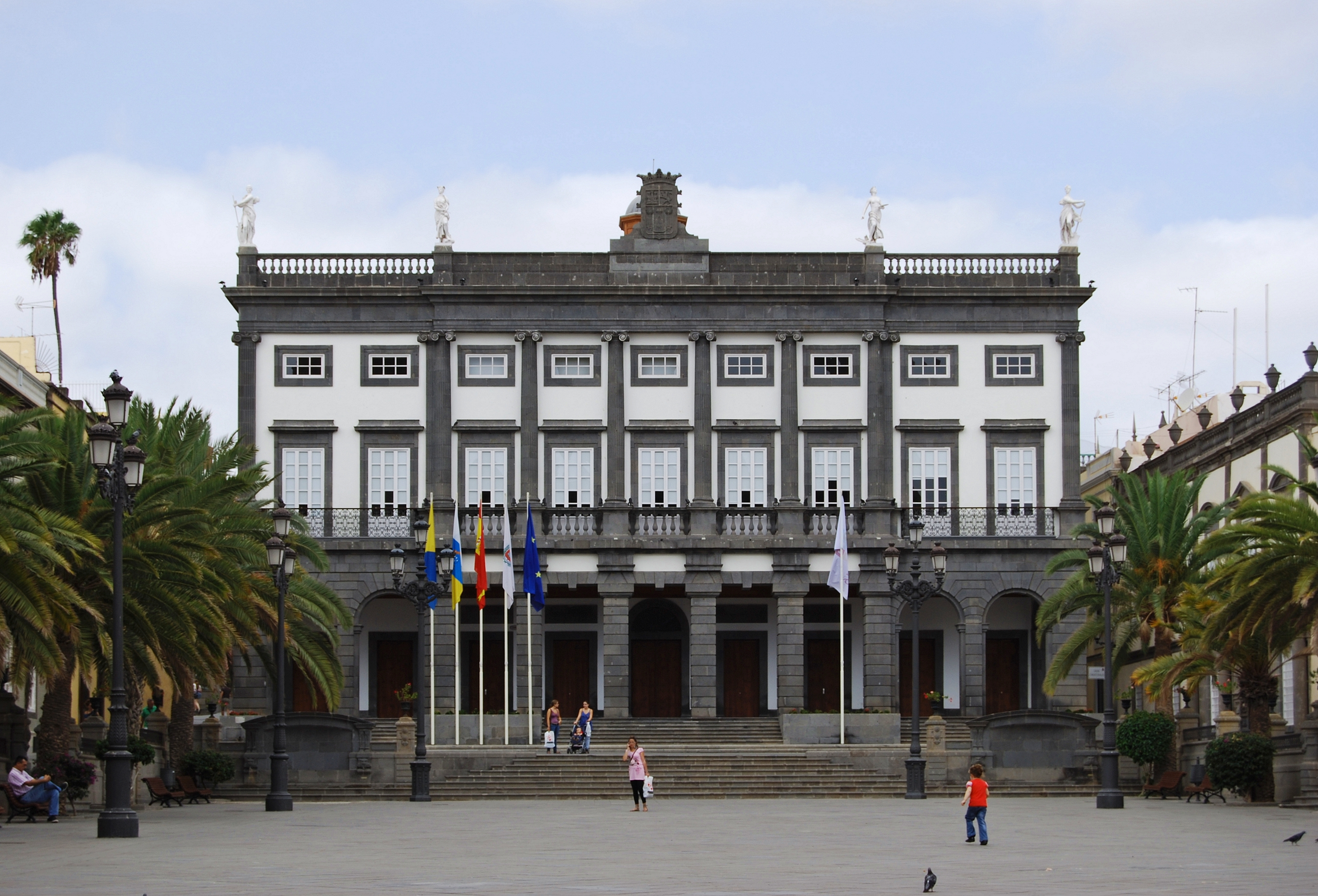
Rathaus
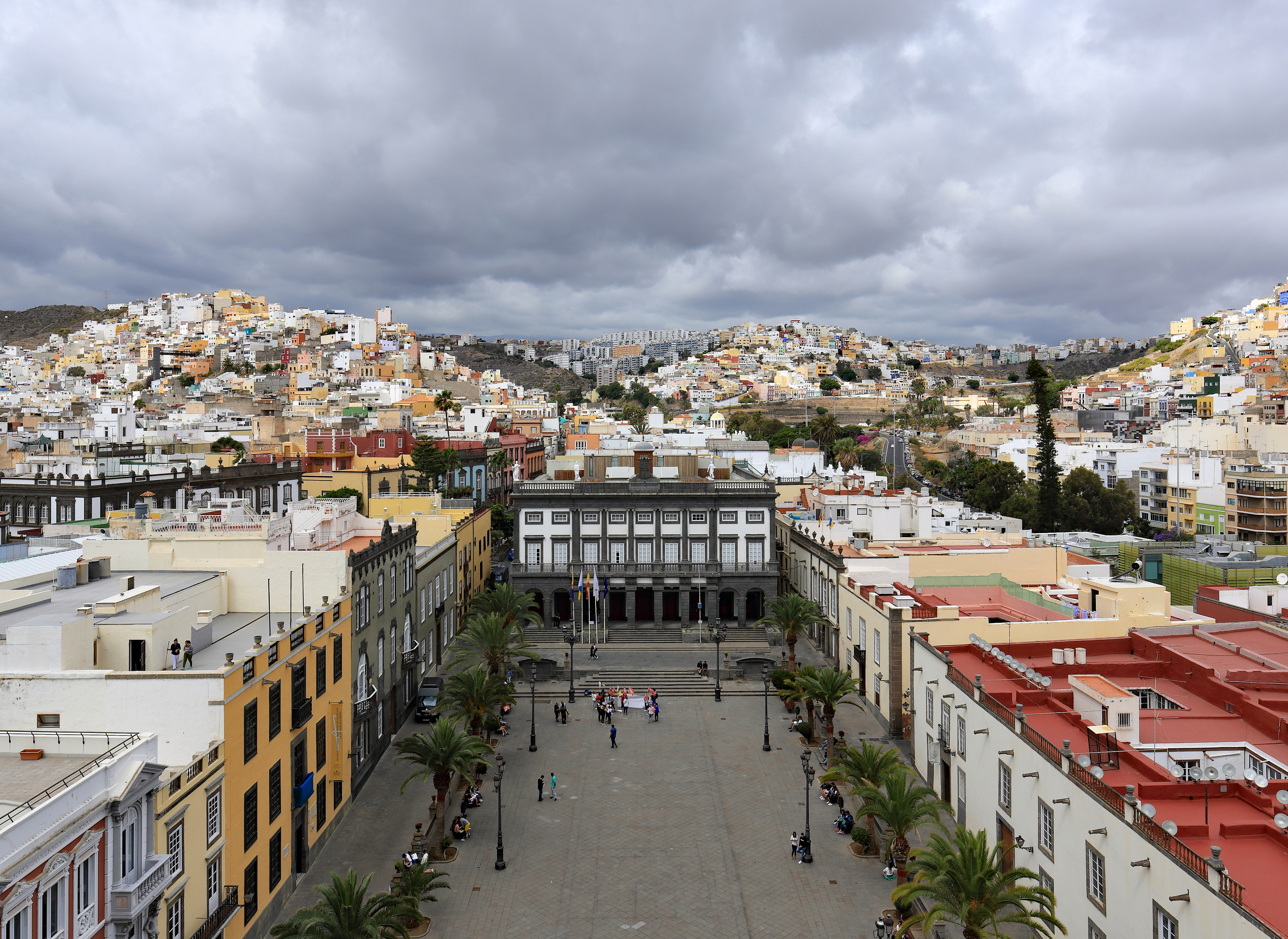
Plaza Mayor de Santa Ana
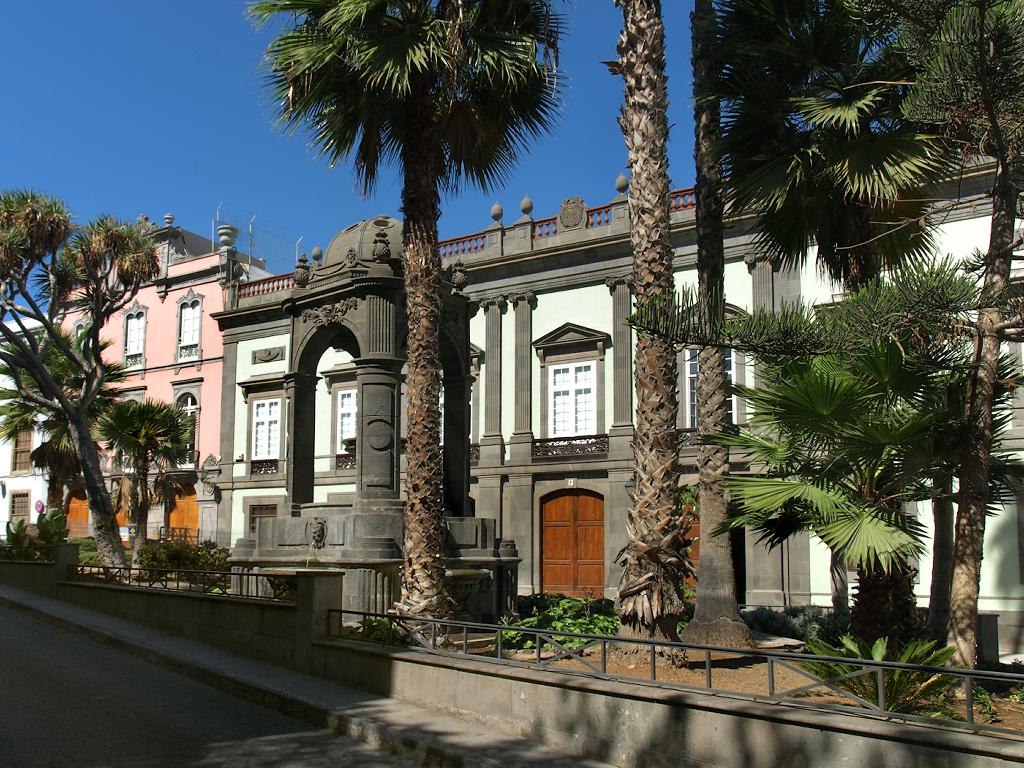
Plaza Espíritu Santo

### Triana
Nördlich der Altstadt schließt sich der Stadtteil Triana an.
- Bauwerke aus der Zeit um 1900 säumen vor allem die Calle Mayor de Triana, Hauptgeschäftsstraße und Fußgängerzone. Die Häuser zeigen typische spanische Architekturelemente dieser Zeit, unter anderem Jugendstilfassaden.
- Der Park San Telmo ist benannt nach der dort befindlichen gleichnamigen Seefahrerkapelle. Er bildet eine grüne Oase mit farbenprächtigen Jugendstilpavillons.
- An der Plaza Cairasco steht das Gabinete Literario, ein Jugendstilbau, der für Ausstellungen und Vortragsveranstaltungen genutzt wird.

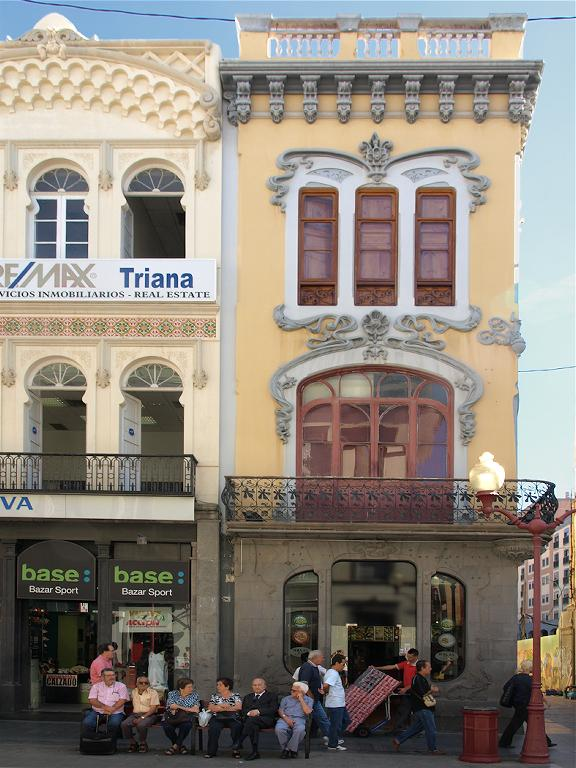
Calle Mayor de Triana
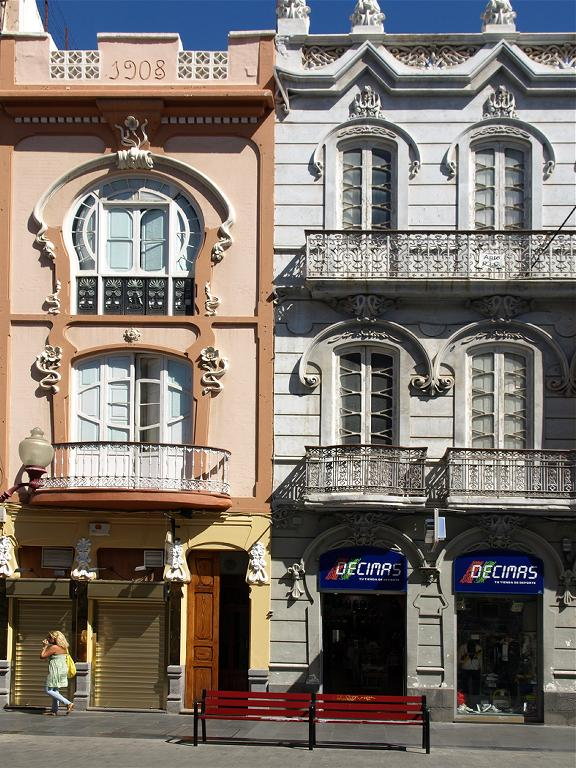
Calle Mayor de Triana
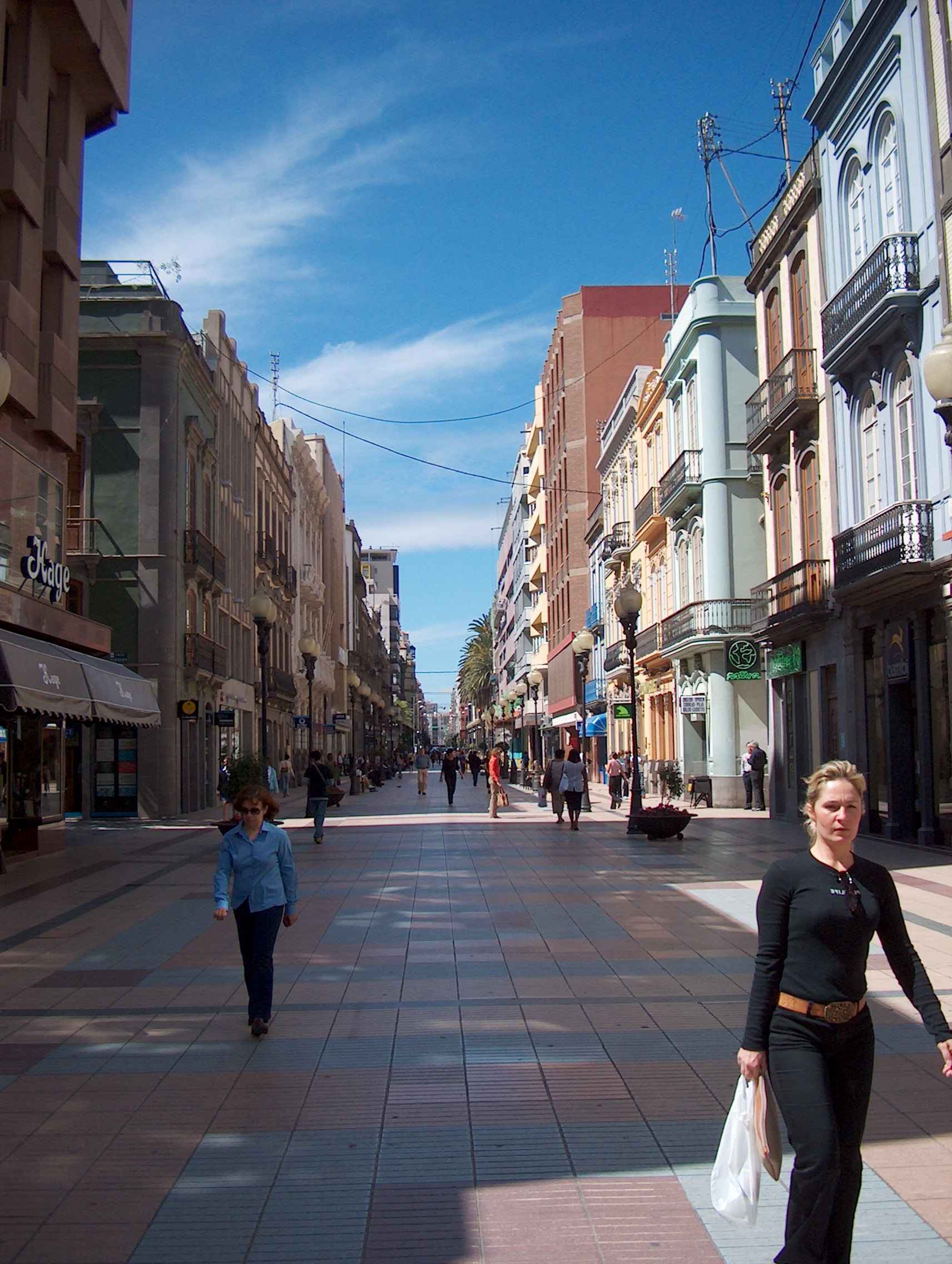
Calle Mayor de Triana
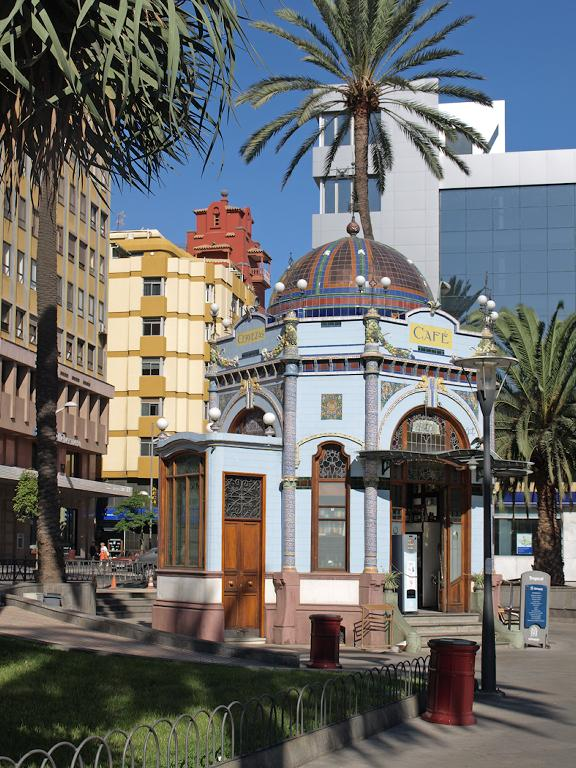
Park San Telmo
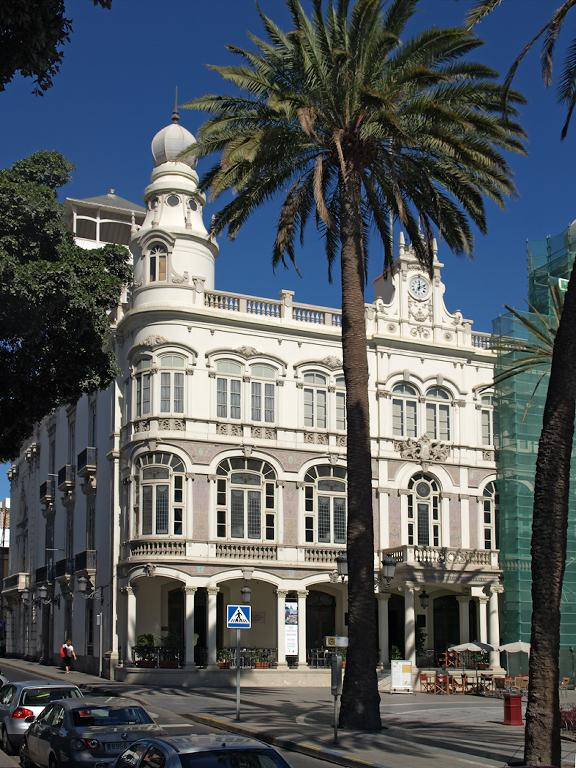
Gabinete Literario

### Santa Catalina
Zwischen Hafen und Badestrand liegt das vom Tourismus geprägte Stadtviertel Santa Catalina.
- Die Strandpromenade Paseo de las Canteras mit Restaurants, Bars, Terrassencafés und Geschäften erstreckt sich am 3,2 km langen Stadtstrand Playa de Las Canteras. Er gilt als einer der schönsten Stadtstrände Europas.
- Einen weiteren Anziehungspunkt bildet der Park Santa Catalina, gesäumt von Restaurants, Cafés und Bars.
- Seit 2003 erhebt sich das 60 Meter hohe Wohn- und Geschäftshaus „Torre Woermann“ über das Stadtviertel.
- Am südwestlichen Strandende befindet sich direkt am Meer das 1997 errichtete „Auditorio Alfredo Kraus“, ein modernes Konzerthaus, das nach dem in Las Palmas geborenen Tenor Alfredo Kraus benannt ist.

In diesem Viertel gibt es in der Nähe des Hafens zahlreiche Bars und Nachtclubs.

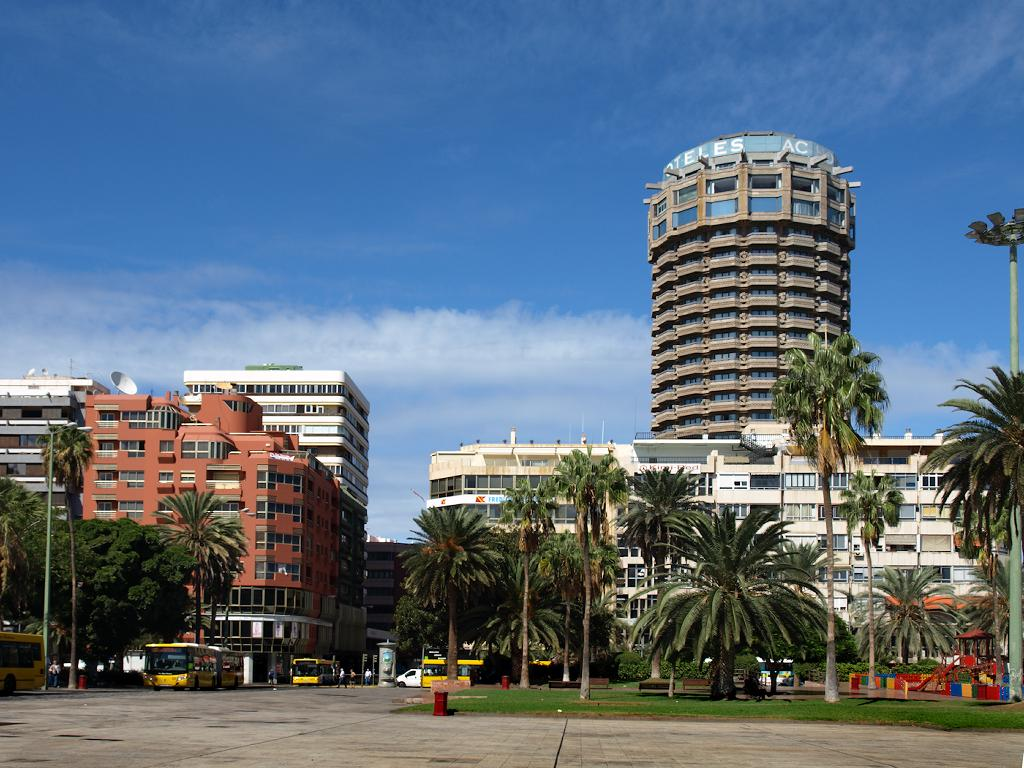
Plaza Santa Catalina
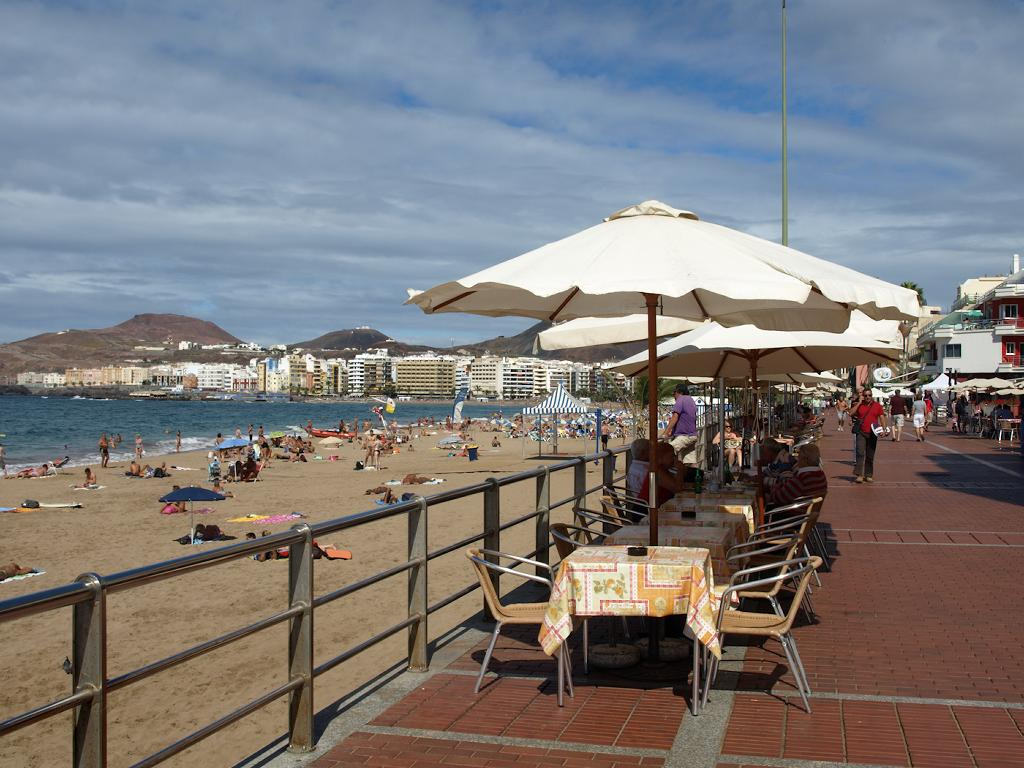
Strandpromenade Paseo de las Canteras
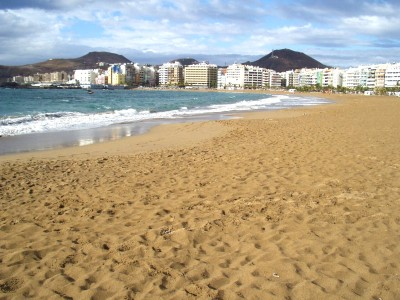
Stadtstrand Playa de las Canteras
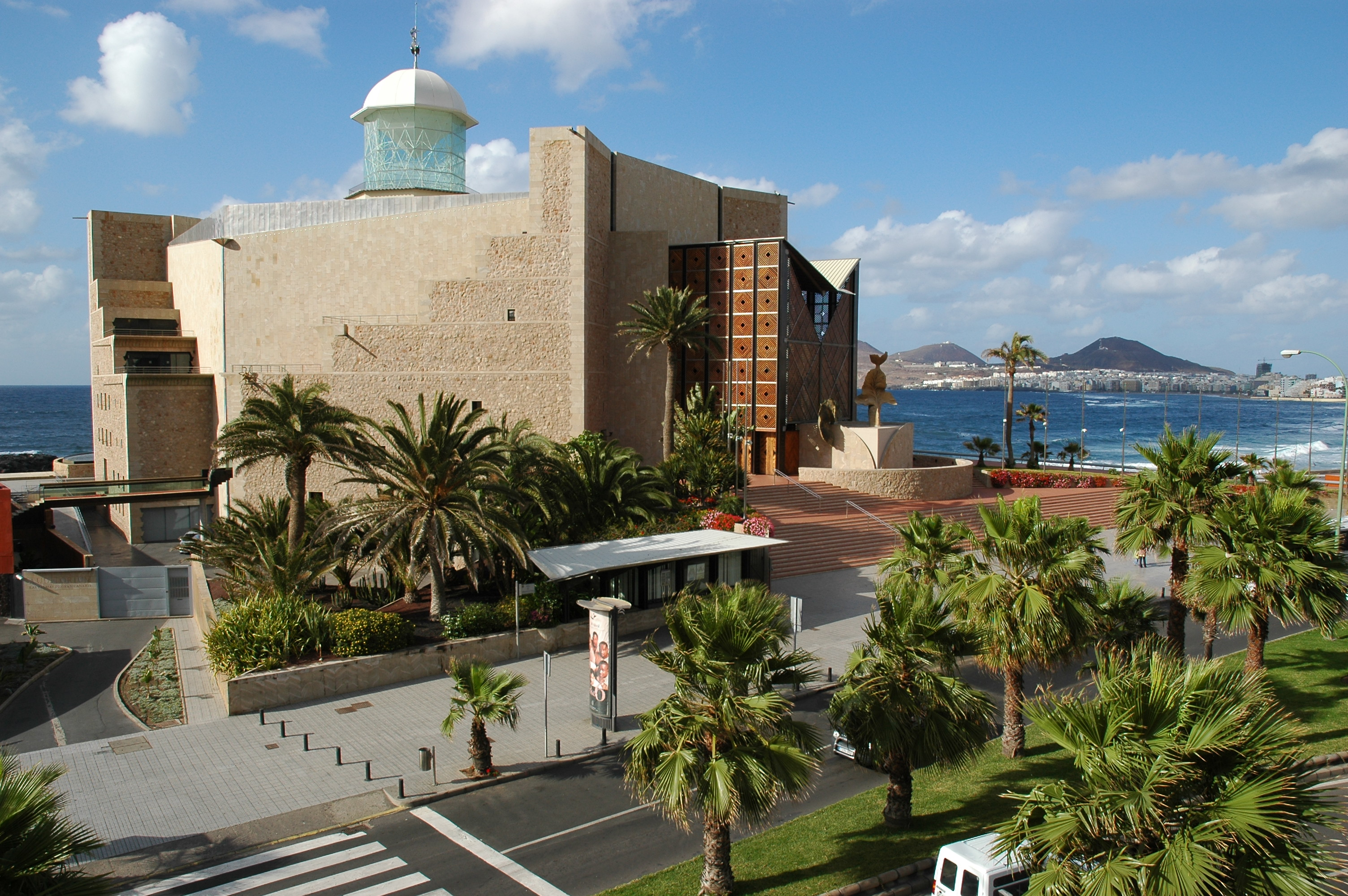
Auditorio Alfredo Kraus
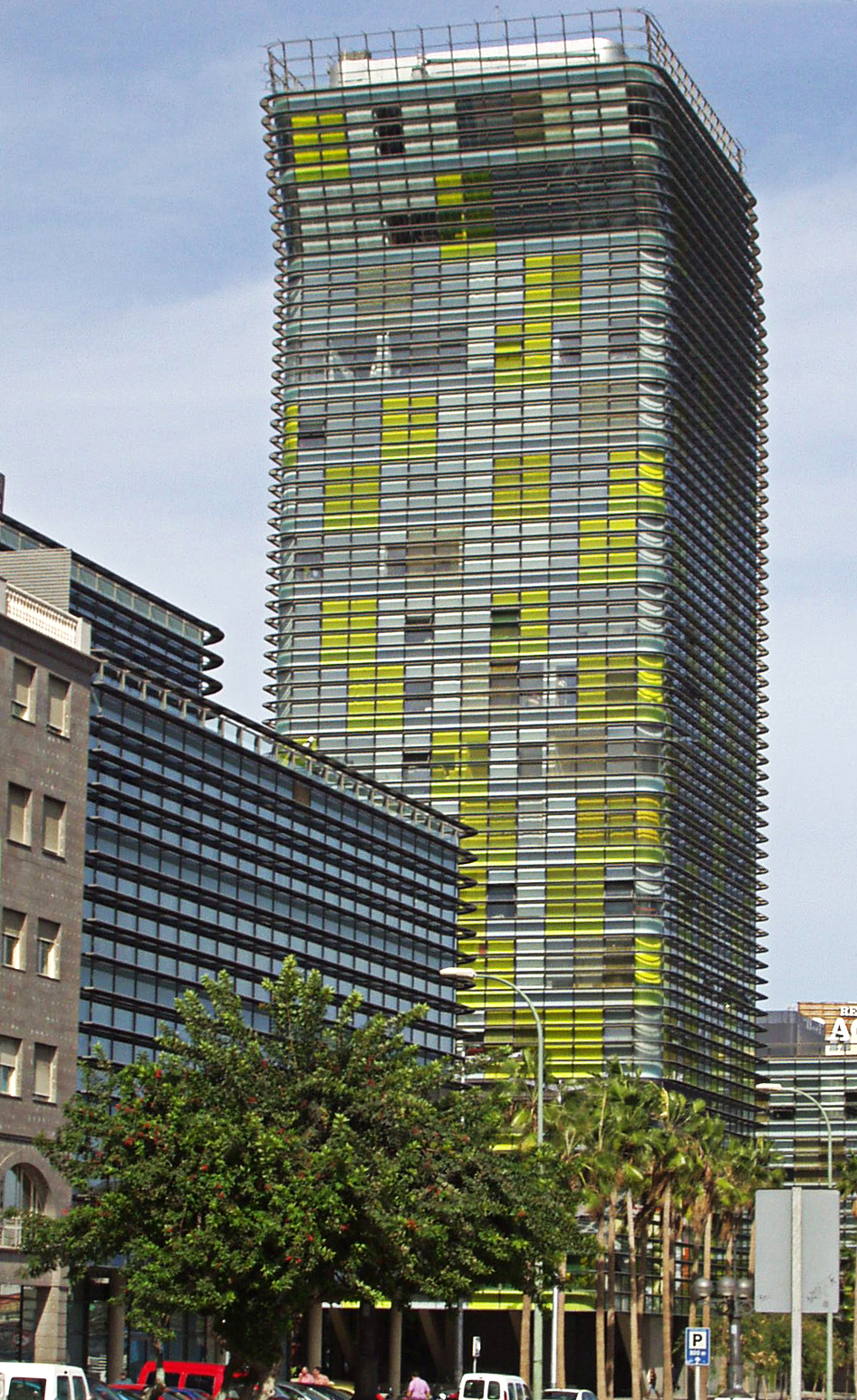
Torre Woermann

### Strände
Die Stadt hat im Wesentlichen vier Strände:
- Der Strand Las Canteras ist der größte unter ihnen und ist am stärksten während des ganzen Jahres von Stadtbewohnern und Besuchern besucht. Er liegt an der westlichen Seite der Landenge von Guanarteme, die die Halbinsel La Isleta im Nordosten Gran Canarias mit dem Rest der Insel verbindet.
- Der Strand Las Alcaravaneras liegt ebenfalls an der Meerenge von Guanarteme, jedoch auf seiner östlichen Seite.
- Der Strand La Laja aus feinem, grauen Sand ist rund 1200 m lang und 40 m breit. Seine mäßigen Wellen und Strömungen sind nach der Konstruktion eines Damms in den 90er Jahren nicht mehr gefährlich.
- Der Strand El Confital im Südwesten der Halbinsel Isleta ist eine natürliche Verlängerung der Playa de Las Canteras. Er ist unter anderem bei Surfern beliebt.[7]

## Regelmäßige Veranstaltungen

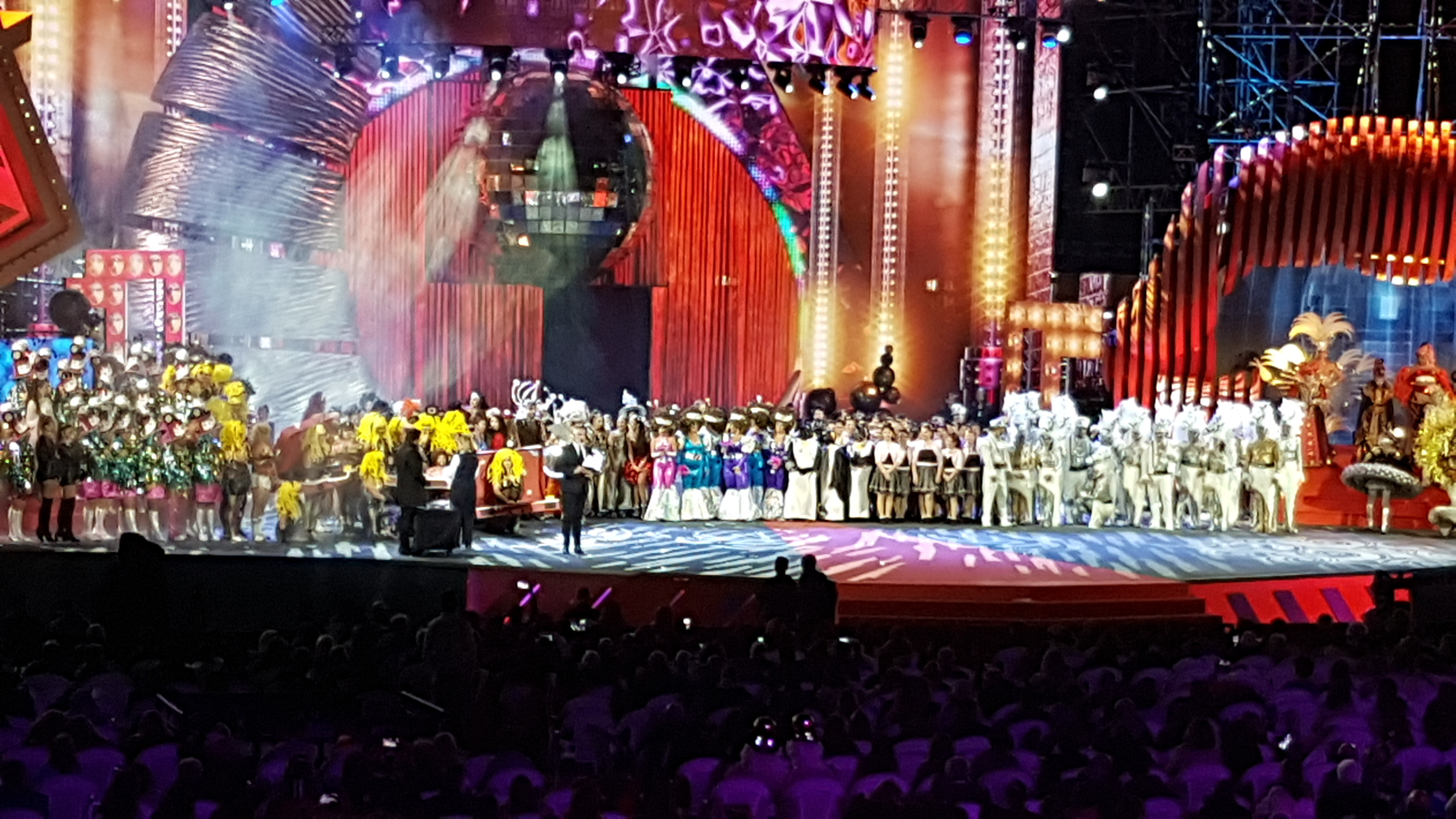
Karneval-Eröffnung am 11. Februar 2023 in Santa Catalina

Der Karneval von Las Palmas (spanisch Carnaval) wird alljährlich mit großem Aufwand zwischen Januar und Februar gefeiert. 2017 wurde er zur Fiesta de Interés Turístico Nacional (frei übersetzt: ‚Festlichkeit von nationalem touristischem Interesse‘) erklärt.
Seit dem Jahr 2000 findet jedes Jahr in dem Alfredo-Kraus-Auditorium das internationale Filmfestival Festival Internacional de Cine Las Palmas de Gran Canaria statt. Am Eingang zu dem Konzerthaus haben internationale Künstler, wie Faye Dunaway, Alain Delon, Catherine Deneuve, Omar Sharif oder Mia Farrow, die das Festival besuchten, einen Stern im Straßenpflaster erhalten und ihren Handabdruck hinterlassen.
Seit 1996 findet auf Gran Canaria das von der Tänzerin Natalia Medina gegründete internationale Tanzfestival Masdanza statt. Seit 2021 fast ausschließlich auf Bühnen (Teatro Pérez Galdós) und auf öffentlichen Plätzen von Las Palmas.
Das WOMAD (World Of Music, Art & Dance) Festival findet gewöhnlich im November jeden Jahres statt.

## Verkehr

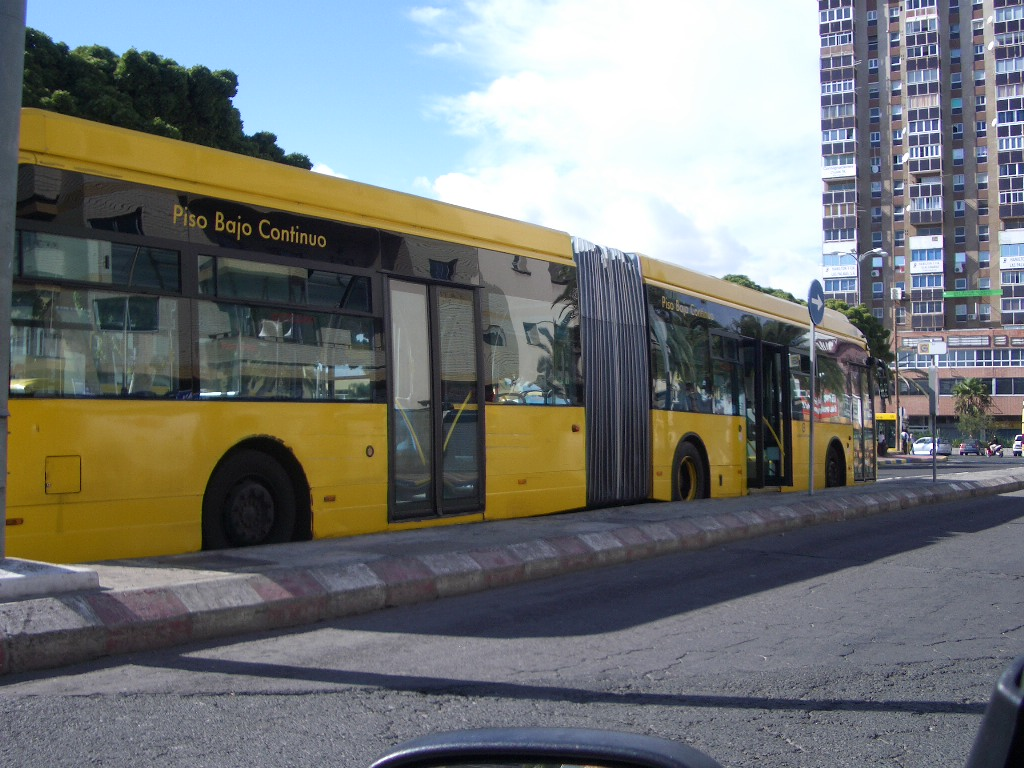
Guaguas municipales

Der historisch wertvolle Stadtkern wurde Ende des 20./Anfang des 21. Jahrhunderts verkehrstechnisch entlastet. Neben dem Tunnel, der die ehemals einzige Verbindungsstraße zwischen Süden und Norden, die Avenida Marítima, mit der Nordautobahn verbindet, sorgt seit 2004 eine Umgehungsstraße dafür, dass der Durchgangsverkehr an Las Palmas de Gran Canaria vorbeiführt und so die Belastung der Innenstadt weiter abnimmt. Die wichtigsten Fernstraßen sind die GC-1 in Richtung Süden (z. B. Flughafen, Maspalomas) und die GC-2 in Richtung Westen (nach Agaete).
Von den Busbahnhöfen Santa Catalina und San Telmo bestehen Überland-Busverbindungen der Verkehrsgesellschaft Global in alle Teile der Insel. Darüber hinaus sind die beiden Busbahnhöfe die nördlichen Anfangspunkte der geplanten Eisenbahnstrecke von Las Palmas nach Maspalomas. Sein Hafen heißt auf Spanisch Puerto de Las Palmas oder Puerto de la Luz oder Puerto de la Luz y de Las Palmas. Dort findet ein beachtlicher Fischumschlag statt. Neben Fähren zu den benachbarten Inseln wird Las Palmas de Gran Canaria auch regelmäßig von Kreuzfahrtschiffen angelaufen.
Der Flughafen Gran Canaria ist ca. 18 km von der Stadt entfernt.
Ab 1890 gab es in Las Palmas eine Straßenbahn – El tranvía al Puerto – die jedoch 1937 zugunsten der öffentlichen Stadtbusse (Guaguas Municipales) eingestellt wurde.

Im Hafen von Las Palmas
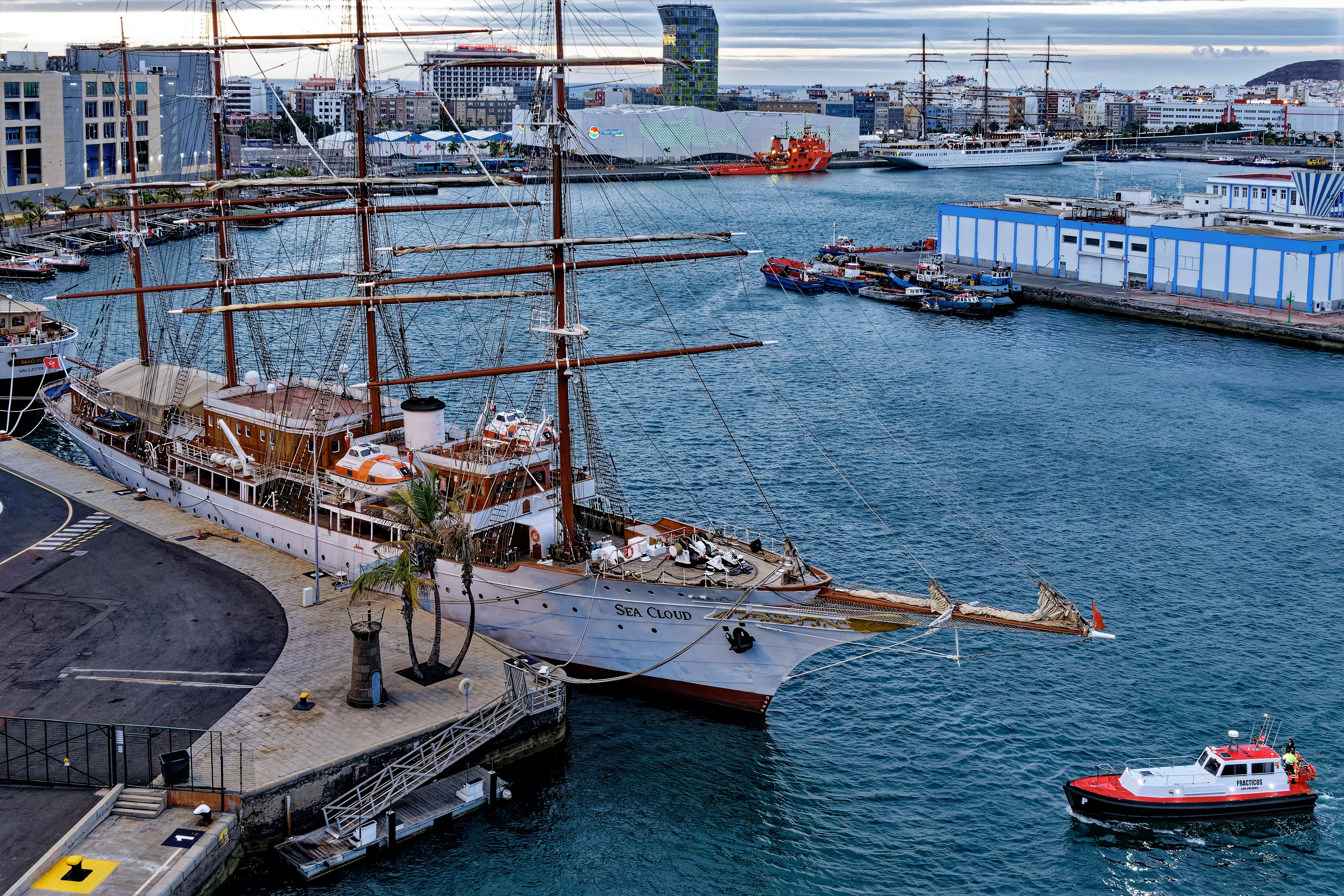
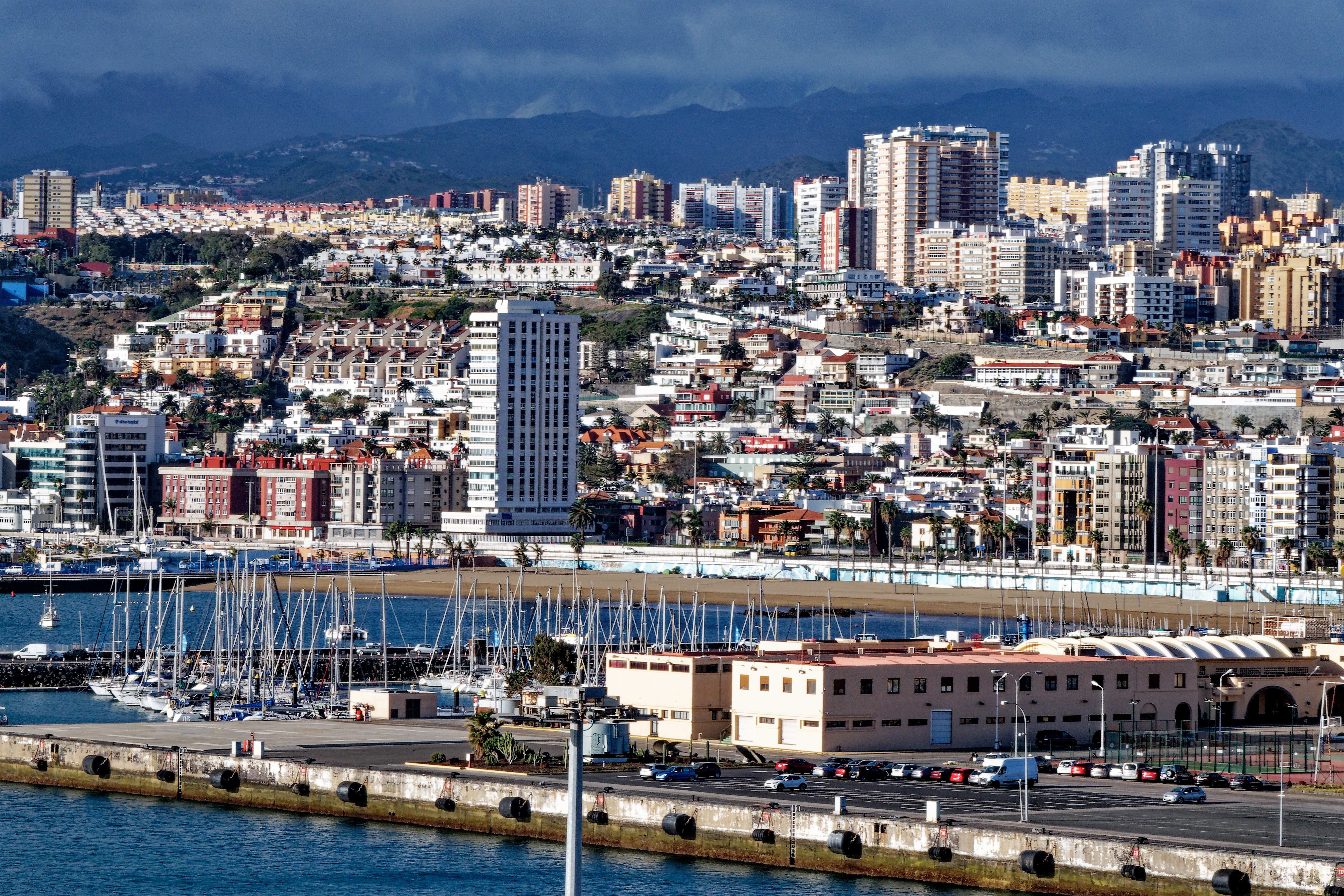
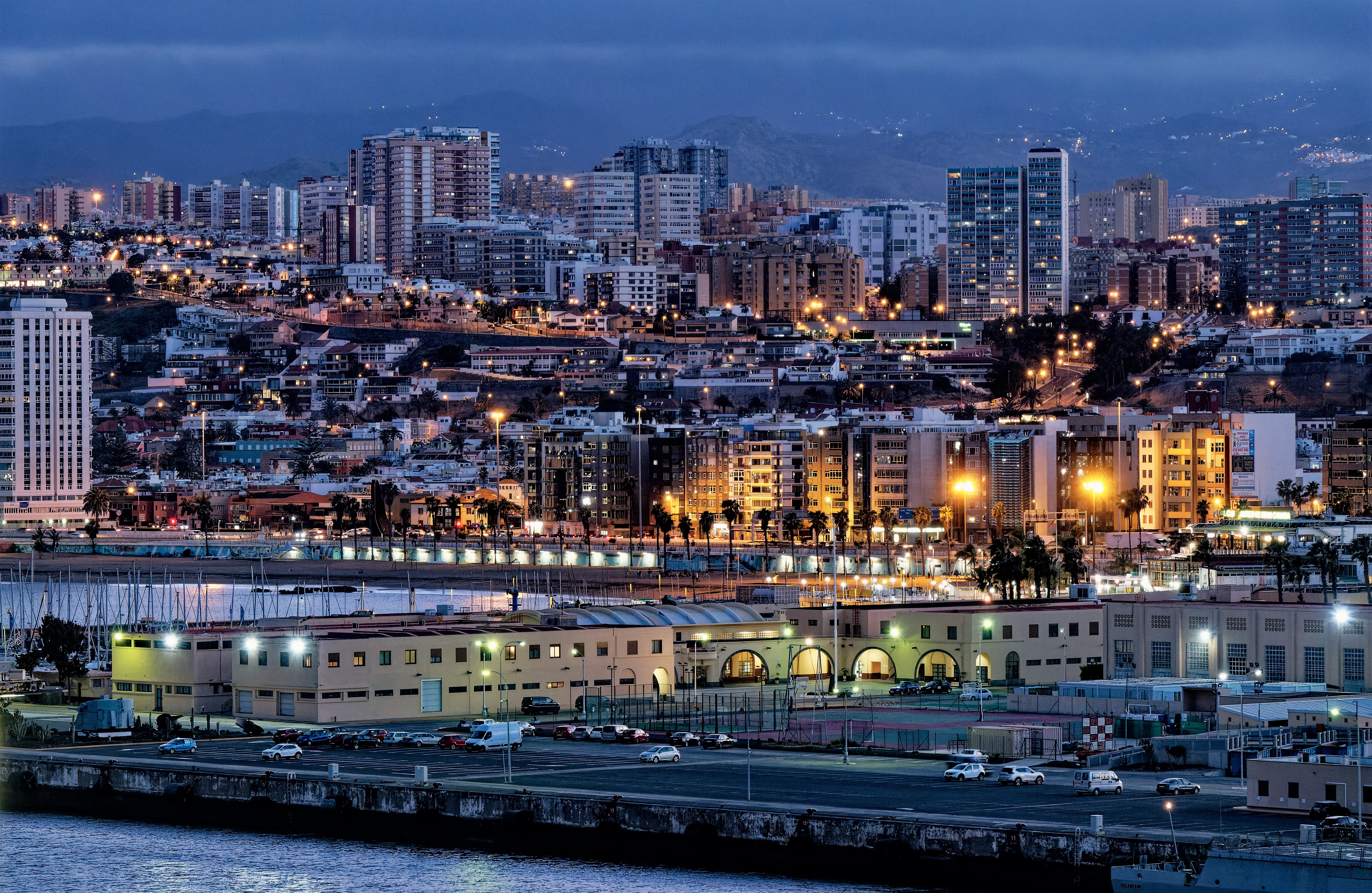
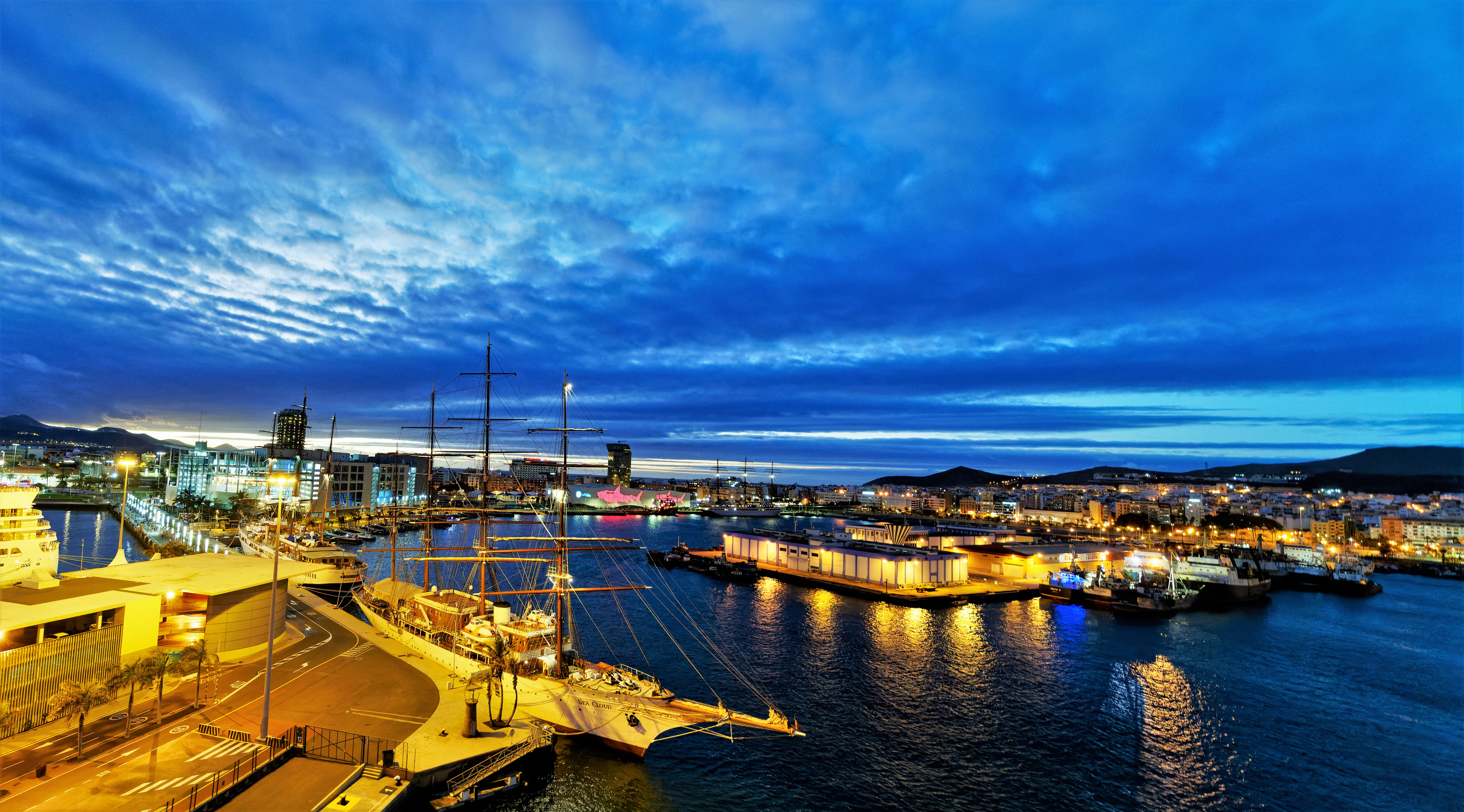
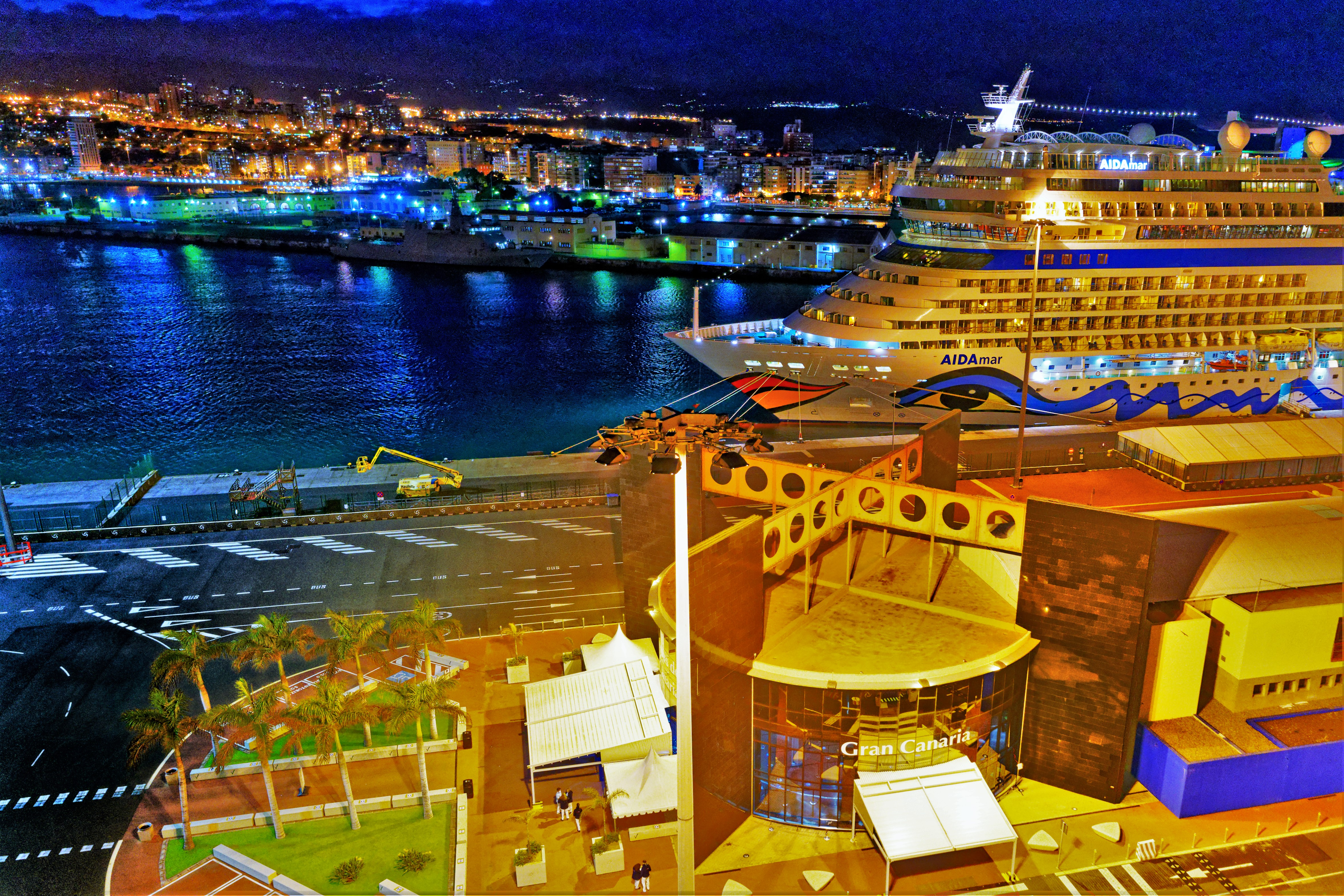

## Wirtschaft
Las Palmas’ wichtigster Wirtschaftsfaktor ist der Ende des 19. Jahrhunderts erbaute Hafen Puerto de la Luz, der zu den größten Häfen Spaniens gehört. Im Jahr 2008 wurden hier 860.710 Passagiere gezählt (davon ca. ¼ Kreuzfahrtpassagiere) und 20.053.774 Tonnen Ladung umgeschlagen. Der Hafen ist auch als Fischumschlagplatz und Reparaturhafen bedeutend. Zwischen 2011 und 2019 ist jedoch die Zahl der Schiffsverbindungen, vor allem der Direktverbindungen in der Containerschifffahrt, deutlich zurückgegangen.
Weiterhin sind in Las Palmas ansässig:
- Grupo Kalise Menorquina, ein Hersteller von Desserts aller Art, der seine Waren nach ganz Spanien exportiert
- Tirma, ein Kaffeeröster, der auch Schokolade und Schokoladenprodukte herstellt
- Compañia Cervecera de Canarias (CCC), eine 1924 gegründete Brauerei, die sowohl hier als auch in Teneriffa produziert (Tropical, Dorada).

## Sport
UD Las Palmas spielt seit der Saison 2023/24 in der LaLiga und trägt seine Heimspiele im Estadio de Gran Canaria aus.

## Städtepartnerschaften
Las Palmas unterhält mit folgenden Städten Städtepartnerschaften:
| - San Antonio in Texas (USA), seit 1975 - Garachico auf Teneriffa (Spanien), seit 1998 - Nouadhibou (Mauretanien), seit 1986 - Praia auf der Insel Santiago (Kap Verde), seit 2009 | - Xiamen (Volksrepublik China), seit 2009 - Martinsicuro in den Abruzzen (Italien), seit 2010 - Danzig (Polen), seit 2011 - Genua in Ligurien (Italien), seit 2011 - Vigo in Galicien (Spanien), seit 2011 |

## Söhne und Töchter der Stadt
- Georgiana Houghton (1814–1884), Malerin
- Benito Pérez Galdós (1843–1920), Schriftsteller
- Néstor Martín-Fernández de la Torre (1887–1938), Maler
- Juan Negrín (1891–1956), Arzt und Ministerpräsident
- Juan Pulido (1891–1972), Sänger und Schauspieler
- Pedro Suárez (1908–1979), Fußballspieler
- Walter Behrens (1911–1999), deutsch-österreichischer Maler und Grafiker
- Colin Cameron Davies (1924–2017), römisch-katholischer Ordensgeistlicher, Bischof von Ngong in Kenia
- Martín Chirino (1925–2019), Bildhauer und Gründer der Künstlergruppe El Paso
- Manolo Millares (1926–1972), autodidaktischer Maler und Künstler
- Alfredo Kraus (1927–1999), Sänger
- Rafael Griera i Calderón (1934–2018), katalanischer Kunstmaler
- Luis Millares Sall „Totoyo“ (1935–2022), Musiker, Begründer der modernen Timple-Musik
- Alberto Romero Rivera (1935–1997), Aktivist gegen die Römisch-katholische Kirche
- Jesús Gervasio Pérez Rodríguez OFM (1936–2021), Ordensgeistlicher und römisch-katholischer Erzbischof von Sucre in Bolivien
- Jerónimo Saavedra Acevedo (1936–2023), Politiker
- Antonio Betancort (1937–2015), Fußballspieler
- Charles Quiney (1937–2007), Filmschauspieler
- Ulrike Behrmann von Zerboni (* 1940), deutsche Schauspielerin
- María Vallet-Regí (* 1947), Chemikerin und Hochschullehrerin
- Bosmediano (* 1948), Fußballspieler
- Juan Manuel Suárez Del Toro Rivero (* 1952), Wirtschaftsingenieur
- Eufemiano Fuentes (* 1955), Sportmediziner
- José Luis Doreste (* 1956), Segler
- Juan Fernando López Aguilar (* 1961), Jurist, Politiker (PSOE), Mitglied des Europäischen Parlaments, Justizminister
- Luis Doreste Blanco (* 1961), Segler
- Domingo Manrique (* 1962), Segler
- Ana Wagener (* 1962), Theater- und Filmschauspielerin
- Patricia Guerra (* 1965), Seglerin
- Cristina Pérez (* 1965), Leichtathletin
- Fernando León (* 1966), Segler
- Javier Bardem (* 1969), Schauspieler
- Sven Giegold (* 1969), deutscher Politiker
- José Antonio Ramos (1969–2008), Timple-Musiker
- Rafael Álvarez (* 1971), Wasserspringer
- Gabriel Calzada (* 1972), Ökonom der österreichischen Schule
- Frederik Hviid (* 1974), Schwimmer
- Elton Julian (* 1974), US-amerikanischer Autorennfahrer und Rennstallbesitzer
- Alejandro Suárez Martín (* 1974), Fußballspieler
- Óscar Raluy (* 1976), Handballschiedsrichter
- Daida und Iballa Ruano Moreno (* 1977), Windsurferinnen
- Ángel Sabroso (* 1977), Handballschiedsrichter
- Angel Santana (* 1977), Basketballspieler
- Jonathan Sesma González (* 1978), Fußballspieler
- Yeray Ortega Guarda (* 1979), Fußballspieler
- Magüi Serna (* 1979), Tennisspielerin
- Antonio Guayre (* 1980), Fußballspieler
- David Marrero (* 1980), Tennisspieler
- Davinia Rodríguez (* 1980), Opernsängerin (Sopran)
- Paola Tirados (* 1980), Synchronschwimmerin
- Jorge Larena (* 1981), Fußballspieler
- Ángel López (* 1981), Fußballspieler
- Rubén Castro Martín (* 1981), Fußballspieler
- Thaïs Henríquez (* 1982), Synchronschwimmerin
- Marta Mangué (* 1983), Handballspielerin
- Daniel Sarmiento (* 1983), Handballspieler
- Rafael Cabrera-Bello (* 1984), Profigolfer
- Ramón del Castillo (* 1985), Sänger
- Ione Cabrera (* 1985), Fußballspieler
- Nacho Casanova (* 1987), Fußballspieler
- Fabricio Agosto Ramírez (* 1987), Fußballspieler
- Carla Suárez (* 1988), Tennisspielerin
- Jonathan Viera (* 1989), Fußballspieler
- Vitolo (* 1989), Fußballspieler
- Tana (* 1990), Fußballspieler
- Roko Peribonio (* 1991), kroatischer Handballspieler
- Tyronne Gustavo del Pino Ramos (* 1991), Fußballspieler
- Sofi de la Torre (* 1991), Sängerin und Songschreiberin
- Jesé Rodríguez Ruiz (* 1993), Fußballspieler
- Almudena Rodríguez (* 1993), Handballspielerin
- Nassim Hassaous (* 1994), Langstreckenläufer
- Lorea Ibarzabal (* 1994), Leichtathletin
- Philip Köster (* 1994), deutscher Windsurfer
- Alexander Wähling (* 1995), Fußballspieler und Trainer
- Moritz Mauch (* 1996), deutscher Windsurfer
- Seyna Mbengue Rodríguez (* 1998), Handballspielerin
- Misa Rodríguez (* 1999), Fußballtorhüterin
- Yeremi Pino (* 2002), Fußballspieler
- Raúl Asencio (* 2003), Fußballspieler